# ガブリエル・ピエルネ
アンリ・コンスタン・ガブリエル・ピエルネ（Henri Constant Gabriel Pierné, 1863年8月16日－1937年7月17日）はフランスの作曲家、指揮者。印象主義的な和声感覚と師のジュール・マスネを思わせる平明で甘美なロマン派的作風の両方が見られる。現在でも、代表作であるハープと管弦楽のための小協奏曲はハープの貴重なレパートリーとしてSP時代から今日にいたるまで録音され多くのCDが現在でも入手可能である。
コロンヌ管弦楽団の指揮者として、ドビュッシー（『イベリア』）やラヴェル（『ダフニスとクロエ』第1組曲）、ストラヴィンスキー（『火の鳥』）、ルーセル、ミヨーらの作品を多く初演した。コロンヌ管弦楽団を指揮した、シャブリエの狂詩曲「スペイン」やベルリオーズの劇的物語『ファウストの劫罰』から「妖精の踊り」などの録音が残されている。

## 略歴

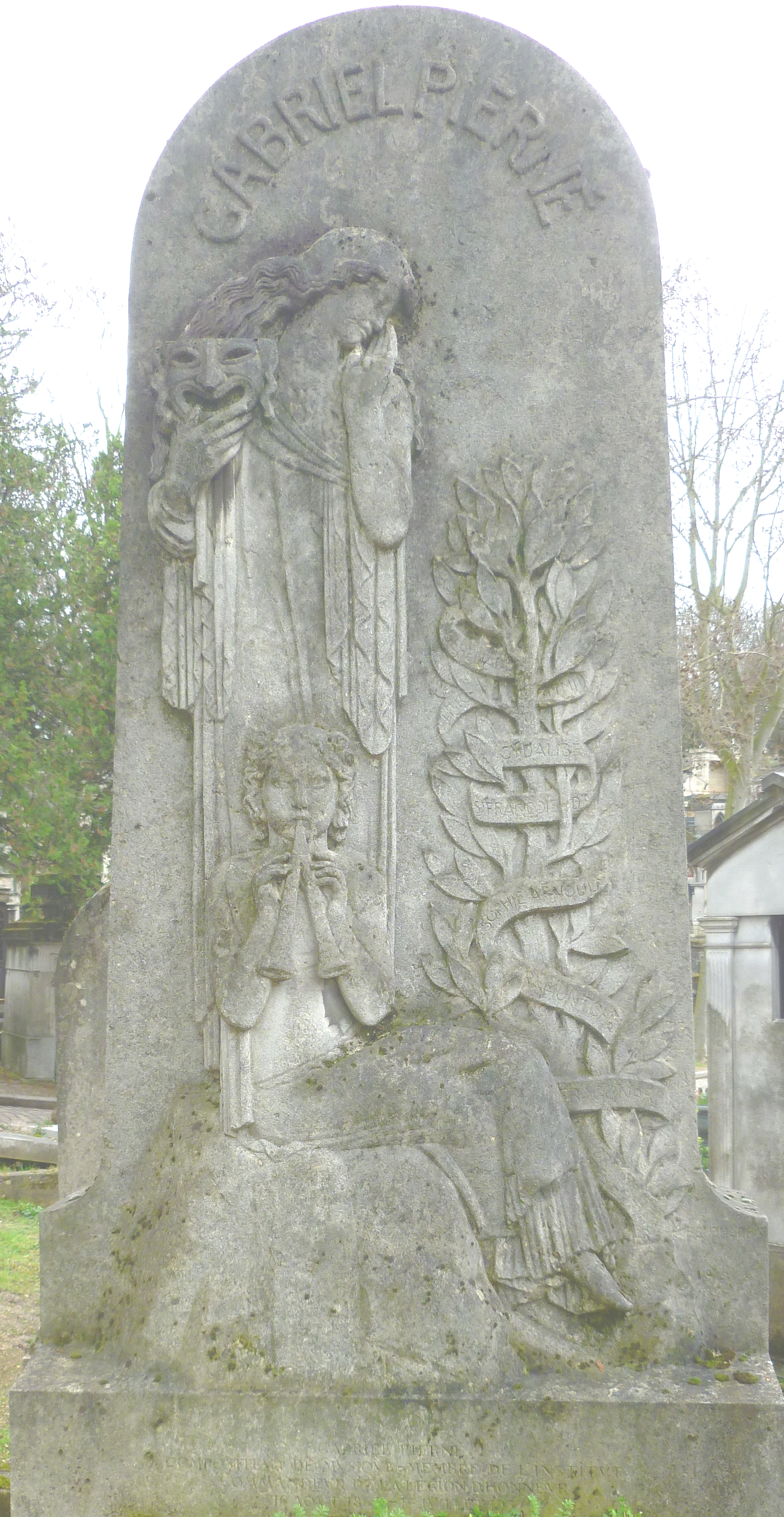
ペール・ラシェーズ墓地（区画 13）にあるアンリ・ブシャールによって作られたガブリエル・ピエルネの墓。

- ペール・ラシェーズ墓地（区画 13）にあるアンリ・ブシャールによって作られたガブリエル・ピエルネの墓。ロレーヌ地方のメス（メッツ）に生まれる。父はメス音楽院の声楽科教師、母はピアノ教師という音楽一家であった。
- 1880年、17歳のときパリ音楽院に入学。ジュール・マスネに作曲と対位法を、セザール・フランクにオルガンを師事。
- 1882年、19歳でカンタータ『エディト』でローマ大賞を受賞。
- 1890年にフランクが没すると、その後を継いで聖クロチルド教会のオルガニストとなる。
- 記念碑、トゥルノン通り・パリ1903年、コロンヌ管弦楽団の副指揮者。

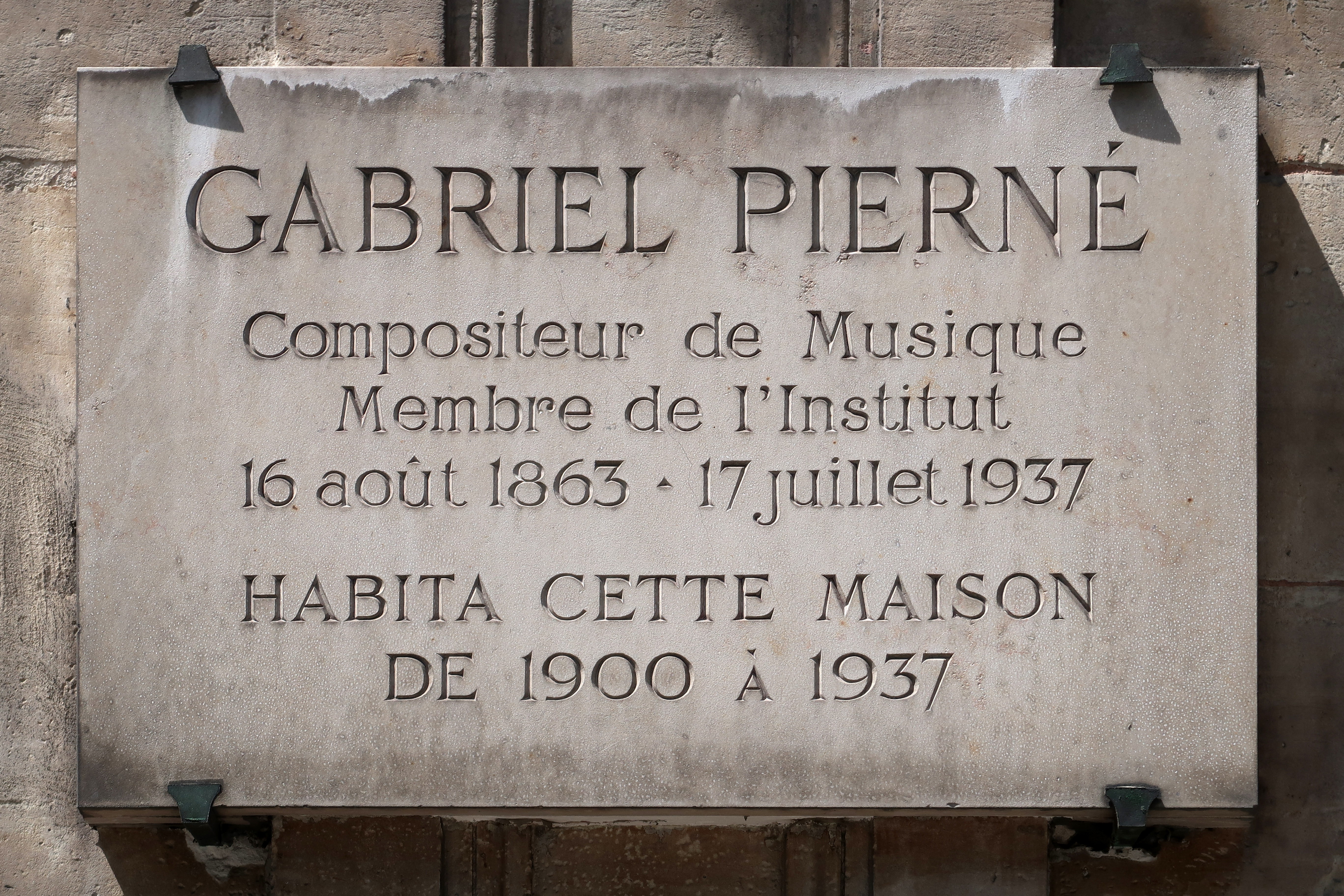
記念碑、トゥルノン通り・パリ

- 1910年、コロンヌ管弦楽団の常任指揮者。1934年までこの地位にあった。
- 1937年、フランス最西部フィニステール県プルジャンに没す。

## 代表的作品

### 歌劇
- 戯れに恋はすまじ（1910年初演）ほか全8曲

### バレエ音楽
- 『シダリーズと牧羊神』（1919年）
- 『ミュージック・ホールの印象』（1927年初演）
- 『旋回』（1934年初演）
- 『イマージュ（フランス語版）』（1935年初演）

### 付随音楽
- 『ラムンチョ』（1908年）ほか全7曲

### 管弦楽曲
- 『鉛の兵隊の行進曲』（ピアノ曲集「小さな友達のためのアルバム」組曲作品14第6曲　1887年）
- 祝典序曲（1889年）
- 宮廷バレエ（古い様式による踊り手のエール、1901年）
- 『フランシスコ会の情景（フランス語版）』（1920年）
- 牧歌風の主題によるディベルティスメント（1931年）

### 協奏曲

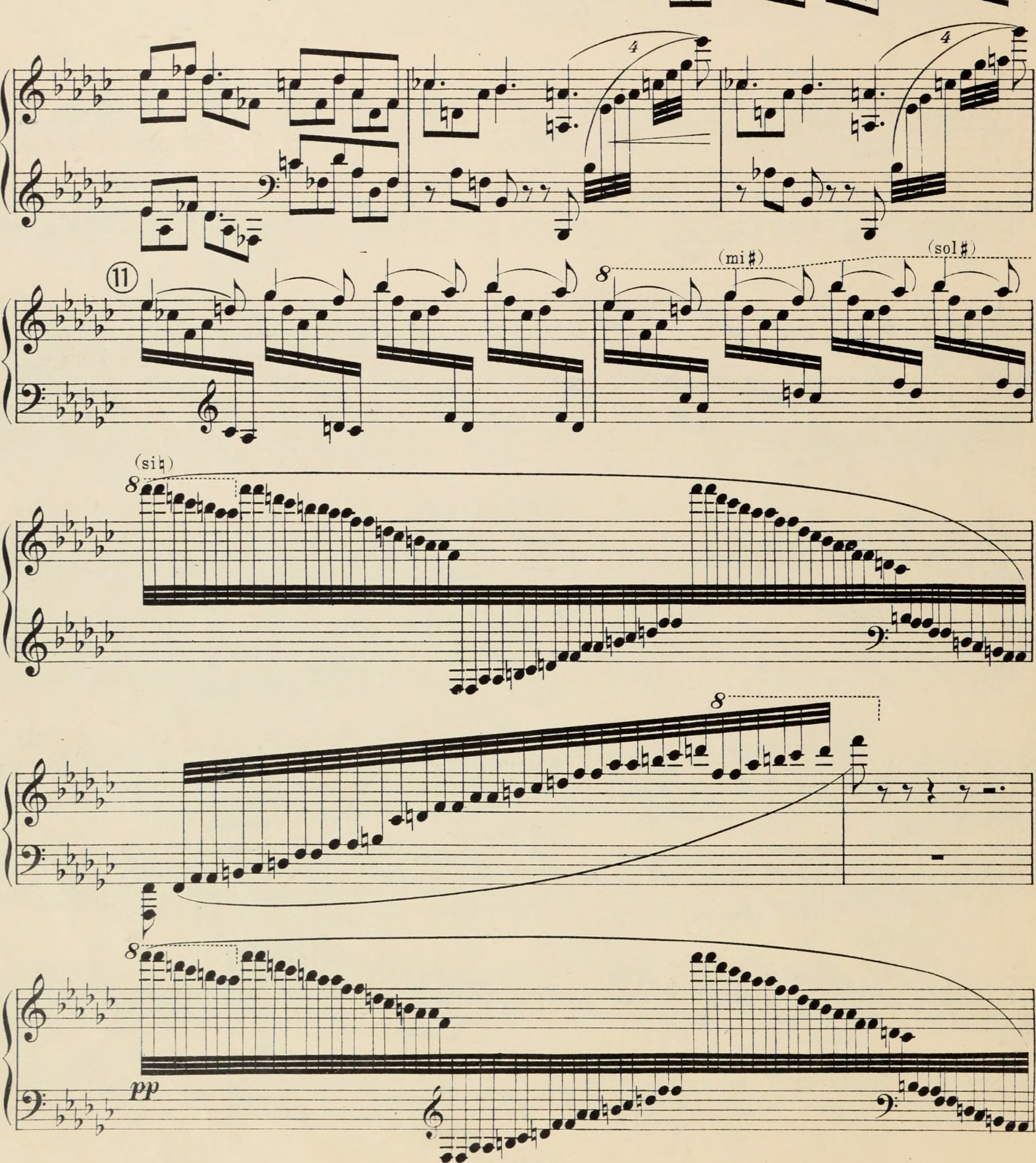
ハープと管弦楽のための小協奏曲作品39

- ハープと管弦楽のための小協奏曲作品39ピアノ協奏曲　ハ短調（英語版）Op.12（1887年）
- ハープと管弦楽のための小協奏曲作品39（1901年）
- 大聖堂（オルガンと管弦楽のための作品、1915年）

### 室内楽曲
- 即興的幻想曲（ヴァイオリン、ピアノ　1883年）
- セレナード（ヴァイオリン、ピアノ　1884年）
- 子守歌（ヴァイオリン、ピアノ　1884年）
- ヴァイオリン・ソナタ（フランス語版）（フルート・ソナタへの編曲もある。1900年）
- カンツォネッタ 作品19（クラリネットまたはサクソフォーン、ピアノ）
- フルート・ソナタ　作品36（1909年）
- ピアノ五重奏曲 ホ短調（フランス語版）作品41（1919年）
- チェロ・ソナタ嬰ヘ短調　作品46（1919年）
- ピアノ三重奏曲　作品45（1920-21年）
- 民謡風ロンドの主題による序奏と変奏（サクソフォーン四重奏 1930年）
- 弦楽三重奏のための3つの小品（1932年）
- 『愛する国への旅』作品51（フルート、ヴァイオリン、ヴィオラ、チェロ、ハープのための自由な変奏とフィナーレ、1937年）

### 器楽曲
- セレナード（ピアノ　1875年）
- 間奏曲（ピアノ　1880年）
- 15の小品（ピアノ　1883年）「無言歌」「おばあちゃんの歌」「幻燈」「葬送行進曲」「コケットリー」「前奏曲」「フーガ」「教会で」「活発なメヌエット」「石蹴り」「ブランコ」「かくれんぼ」「ワルツ」「アルバムの一葉」「タランテラ」
- 即興的奇想曲　作品9（ハープ　1886年頃）
- ピアノ曲集「小さな友達のためのアルバム」（第6曲「鉛の兵隊の行進曲」がとりわけ有名、管弦楽編曲でも親しまれている。1887年）
- 3つの小品（オルガン　1893年）
- 変奏曲（ピアノ　1918年）
- パッサカリア　作品52（ピアノ　1932年）
- 6つの小品（フランス語版）（ピアノ　1835年）

### 声楽曲
- カンタータ『エディト』（1882年）
- オラトリオ『少年十字軍』（1902年）
- オラトリオ『ベツレヘムの子どもたち』（1907年）